# Austrolimnophila jobiensis
Austrolimnophila jobiensis är en tvåvingeart som beskrevs av Alexander 1947. Austrolimnophila jobiensis ingår i släktet Austrolimnophila och familjen småharkrankar. Inga underarter finns listade i Catalogue of Life.